# احتجاجات هونغ كونغ 2019-20
اندلعت احتجاجات هونغ كونغ في عامي 2019 – 2020، والمعروفة أيضًا باسم الحركة المناهضة لمشروع تعديل قانون تسليم المطلوبين، إثر إصدار حكومة هونغ كونغ لمشروع قانون تسليم المجرمين الفارين. كان القانون ليسمح بتسليم المجرمين إلى السلطات القضائية التي لم توقع اتفاقيات تسليم مع هونغ كونغ، بما فيها بر الصين الرئيسي وتايوان. قاد هذا إلى مخاوف من أن يصير المقيمون في هونغ كونغ وزوارها عرضة للنظام القانوني خاصة بر الصين الرئيسي، وبالتالي ضعضعة حكم هونغ كونغ الذاتي وانتهاك الحريات المدنية. أطلق الأمر سلسلة من الأفعال الاحتجاجية التي بدأت باعتصام في مقرات الحكومة في 15 مارس 2019، وتظاهرة خرج فيها مئات الآلاف في 9 يونيو 2019، أعقبها احتشاد خارج مجمع المجلس التشريعي بغية تعطيل قراءة المشروع الثانية في 12 يونيو تصعّدَ إلى عنف جذب انتباه العالم.
في 16 يونيو، بعد يوم واحد فقط من تعليق حكومة هونغ كونغ القانون، حدث احتجاج أكبر من سابقيه للضغط ناحية الإلغاء الكامل للمشروع وردًا على الاستخدام المفرط المحسوس للقوة من قبل الشرطة في 12 يونيو. بعد أن حققت الاحتجاجات تقدمًا، طرح الناشطون خمسة مطالب رئيسية، هي بالتحديد إلغاء القانون، والتحقيق في وحشية الشرطة وسوء سلوكها المزعومين، وإطلاق سراح كل المعتقلين، والتراجع عن التوصيف الرسمي للاحتجاجات على أنها «أعمال شغب»، واستقالة كاري لام من منصب الرئيس التنفيذي إلى جانب تطبيق حق الاقتراع العمومي في الإقليم. تصّعدت الاحتجاجات أكثر جراء تراخي الشرطة عندما اعتدى مَن اشتُبه في أنهم أفراد من عصابة الثالوث الصيني على المحتجين والمسافرين في يوين لونغ في 21 يوليو، واقتحام الشرطة لمحطة الأمير إدوارد في 31 أغسطس.
ألغت لام القانون في الرابع من سبتمبر، لكنها رفضت الإذعان للمطالب الأربعة البقية. بعد شهر واحد تمامًا، أنْفَذَت قانون أنظمة الطوارئ لتطبيق قانون مكافحة التقنّع، ما نجم عنه نتائج عكسية. تصاعدت المواجهات وصارت أكثر حدّةً، وتزايدت المزاعم حول وحشية الشرطة وسوء سلوكها، في حين بدأ بعض المحتجين باستخدام قنابل المولوتوف وتخريب المؤسسات والرموز الموالية لبكين والتي تمثل الحكومة. توسعت الشقاقات في المجتمع وهاجم الناشطون من كلا الطرفين بعضهم. كان اقتحام المجلس التشريعي في يوليو 2019، ووفاة كل من تشاو تزيلوك ولو تشانغكينغ، وإطلاق النار على محتجٍ أعزل، وحصار جامعتين في نوفمبر 2019 أحداثًا بارزة.
بعد الاشتباك في الجامعة الصينية وحصار الجامعة المتعددة التكنولوجية، جلب الانتصار الساحق غير المسبوق لمعسكر مناصرة الديمقراطية في انتخابات مجلس المنطقة في نوفمبر وجائحة فيروس كورونا في بداية عام 2020 فترة راحة وجيزة. تعاظمت التوترات مجددًا في مايو 2020 بعد قرار المؤتمر الشعبي الوطني بشأن تشريع الأمن القومي في هونغ كونغ قبل سبتمبر. انتقد الكثيرون هذا باعتباره تهديدًا للحريات السياسية والحريات المدنية الجوهرية المقدسة زعمًا في قانون هونغ كونغ الأساسي، ودفعت البعض في المجتمع الدولي إلى إعادة تقييم سياساتهم تجاه هونغ كونغ، التي اعتبروها لم تعد مستقلة ذاتيًا بعد الآن.
هبطت معدلات تأييد الحكومة والشرطة إلى أدنى نقطة منذ نقل سيادة هونغ كونغ في عام 1997؛ إذ زعمت الحكومة الشعبية المركزية أن ثمة قوى أجنبية تحرض الصراع، رغم وصف المحتجين في أغلب الأحيان بأنهم «دون قيادة». سنّت الولايات المتحدة مرسوم هونغ كونغ لحقوق الإنسان والديمقراطية في 27 نوفمبر 2019 ردًا على حركة الاحتجاج. ألهمت التكتيكات والأساليب التي استُخدمت في هونغ كونغ احتجاجاتٍ أخرى في 2019.

## خلفية

### السبب المباشر
اقترحت حكومة هونغ كونغ مشروع تعديل قانون المجرمين الفارين والمساعدة القانونية المشتركة في المسائل الجنائية أول مرة في فبراير من عام 2019 ردًا على مقتل بون هيو وينغ على يد حبيبها تشان تونغ كاي في تايوان في عام 2018، حيث كان كلا الهونغ كونغيَين يزوران بصفتهما سائحين. لعدم وجود معاهدة تسليم مجرمين مع تايوان (لأن الحكومة الصينية لا تعترف بسيادة تايوان)، اقترحت حكومة هونغ كونغ تعديلًا على قانون المجرمين الفارين (Cap. 503) وقانونًا للمساعدة القانونية المشتركة في المسائل الجنائية (Cap. 525) لإرساء آلية لمبادلات الفارين الإفرادية، بأمر الرئيس التنفيذي، مع أي سلطة قضائية تفتقر المدينة إلى معاهدة تسليم مجرمين رسمية معها.
يشكّل ضم بر الصين الرئيسي إلى التعديل مصدر قلق بالنسبة للمجتمع الهونغ كونغيّ؛ إذ يخشى المواطنون والأكاديميون والعاملون في المجال القانوني من أن يفتّت إلغاء الفصل بين السلطة القضائية للمنطقة والنظام القانوني الذي يديره الحزب الشيوعي الصيني (سي سي بّي) مبدأ «صين واحدة، ونظامان مخلتفان» المعمول به منذ نقل السيادة في عام 1997؛ وعلاوة على ذلك؛ لا يثق مواطنو هونغ كونغ بالنظام القضائي الصيني وحماية حقوق الإنسان فيها نتيجة لتاريخها في قمع المعارضة السياسية. حث معارضو المشروع حكومة هونغ على التفكير في آليات أخرى، مثل ترتيب لتبادل المجرمين مع تايوان بمفردها، وتنفيذ حكم الانقضاء بحق هذا الترتيب مباشرة بعد تسليم المشتبه به.

### الأسباب الكامنة
جاءت احتجاجات هونغ كونغ في عامي 2019 و 2020 بعد أربع سنوات ونصف من ثورة المظلات في عام 2014 التي بدأت عقب قرار اللجنة الدائمة للمجلس الوطني لنواب الشعب (إن بّي سي إس سي) فيما يخص الإصلاحات المقترحة للنظام الانتخابي في هونغ كونغ، التي اعتُبرت إلى حد كبير مُقيِّدة. مع ذلك، انتهت الحركة على فشلٍ إذ لم تقدم الحكومة أي تنازلات. منذ ذلك الوقت، تعثر التطور الديمقراطي: بقي نصف الكراسي فقط في المجلس التشريعي حاضعًا لانتخاب مباشر، وبقي انتخاب الرئيس التنفيذي لهونغ كونغ يجري على يد اللجنة الانتخابية خاصة الدائرة الصغرى. أمعن سَجن الناشطين الديمقراطيين في هونغ كونغ عام 2017 في محق أمل المدينة بالنسبة لإجراء إصلاحات سياسية قيمة. بدأ المواطنون بالخوف من خسارة «الدرجة العالية من الاستقلالية» المنصوص عليها في قانون هونغ كونغ الأساسي، بعد أن بدت حكومة جمهورية الصين الشعبية تتدخل بتزايد وعلانية في شؤون هونغ كونغ. على نحو لافت للنظر، رأى إن بّي سي إس سي أنه من المناسب إصدار حكم بعزل ستة مشرعين؛ إذ أشعلت حوادث اختفاء طاقم عمل متجر كتب كوزواي بوكس شرارة مخاوف حول التسليم الذي تجيزه الدولة والاعتقال إداري. يتسم الميل العام لخسارة الحريات في هونغ كونغ بانخفاضه المطرد على مؤشر الديمقراطية في وحدة الاستخبارات الاقتصادية. بدأ ارتقاء شي جين بينغ إلى منصب الزعيم الأعلى للصين في عام 2012 نهجًا استبداديًا أكثر تصلبًا، ولا سيّما مع تشييد معسكرات إعادة التعليم في سنجان. صار هاجس أن يجري إخضاع هونغ كونغ بالمثل عاملًا مهمًا في الاحتجاجات.